# Johann Vexo
Johann Vexo, né à Nancy en 1978, est un organiste français. Actuellement titulaire du grand orgue de la cathédrale de Nancy, il fut notamment organiste suppléant de l'orgue de chœur de Notre-Dame de Paris de 2004 à 2019, jouant au moment de l'incendie de la cathédrale du 15 avril 2019.

## Biographie
Johann Vexo a travaillé l’orgue avec Christophe Mantoux, la musique ancienne avec Martin Gester et le clavecin avec Aline Zylberajch au Conservatoire à rayonnement régional de Strasbourg, où il a obtenu notamment le premier prix d’orgue.
Il a poursuivi ses études au Conservatoire national supérieur de musique de Paris auprès de Michel Bouvard et Olivier Latry pour l'orgue, ainsi que Thierry Escaich et Philippe Lefebvre pour l'improvisation. Il a obtenu plusieurs récompenses dont le premier prix d'orgue, le premier prix de basse continue et les prix d'harmonie et de contrepoint.
Nommé à 25 ans organiste suppléant à l'orgue de chœur de Notre-Dame de Paris, Johann Vexo est également depuis 2009 titulaire du grand orgue Cavaillé-Coll de la cathédrale de Nancy (à la tribune duquel il côtoie Pierre Cortellezzi jusqu'à sa mort en 2015) ainsi que professeur d'orgue au Conservatoire et à l'Académie supérieure de musique de Strasbourg.
Invité de nombreux festivals internationaux, Johann Vexo donne des concerts en Europe, aux États-Unis, au Canada, en Australie, en Nouvelle-Zélande et en Russie. En soliste ou avec orchestre, il s'est notamment produit à Atlanta, Auckland, Dallas, Düsseldorf, Los Angeles, Melbourne, Montréal, Moscou, New York, Porto, Riga et Vienne, dans des lieux tels que le Wanamaker Grand Court de Philadelphie, la basilique National Shrine de Washington, le KKL de Lucerne, la cathédrale Sainte-Marie de Sydney et la philharmonie de Iekaterinbourg.
Parallèlement, Johann Vexo a été invité à enseigner l'orgue dans le cadre de master classes pour l'American Guild of Organists, ainsi qu'à Rice University (Houston), au Curtis Institute of Music (Philadelphie), à Westminster Choir College (Princeton) ou encore à l'université d'Aveiro (Portugal). Il a réalisé plusieurs enregistrements sur des instruments historiques français, dont un aux grandes orgues de Notre-Dame de Paris.
Johann Vexo est représenté en exclusivité aux États-Unis et au Canada par Phillip Truckenbrod Concert Artists, LLC.

## Discographie
- Œuvres de Liszt, Franck, Vierne, Duruflé, Escaich aux grandes orgues de Notre-Dame de Paris, JAV recordings, Washington DC, 2010
- Œuvres de Bach, Clérambault, Couperin, Grigny, Guilain, Marchand, Séjan à l'orgue historique de Vézelise (54), Amis de l'orgue de Vézelise, 2007
- Œuvres de Mendelssohn, Brahms, Schumann, Liszt à l'orgue historique de Réchésy (90), Festival de Masevaux, 2005